# Arthur Koestler
Arthur Koestler, rodným jménem Artúr Kösztler, (5. září 1905, Budapešť – 1. března 1983, Londýn) byl maďarsko-britský spisovatel, filozof a novinář židovského původu (rodina jeho matky pocházela z Prahy). Proslul především knihou Tma o polednách z roku 1941.

## Biografie

### Sionistou
Ve 20. letech ho silně oslovil sionismus. Roku 1926 odjel do Palestiny. Chvilku žil v kibucu Ejn ha-Šofet, ale neshodl se s jeho ostatními členy. Pracoval poté pro Žabotinského revizionisty a zejména jako novinář pro tituly berlínského vydavatelství Ullstein Verlag. Roku 1929 byl převelen do Paříže a o rok později se vrátil do Berlína a nastoupil jako redaktor do Ullsteinova deníku Vossische Zeitung. Jako takový se ve stejném roce zúčastnil na palubě vzducholodi Graf Zeppelin polární expedice. Reportáže z výpravy mu zajistily reputaci po celé Evropě.

### Komunistou

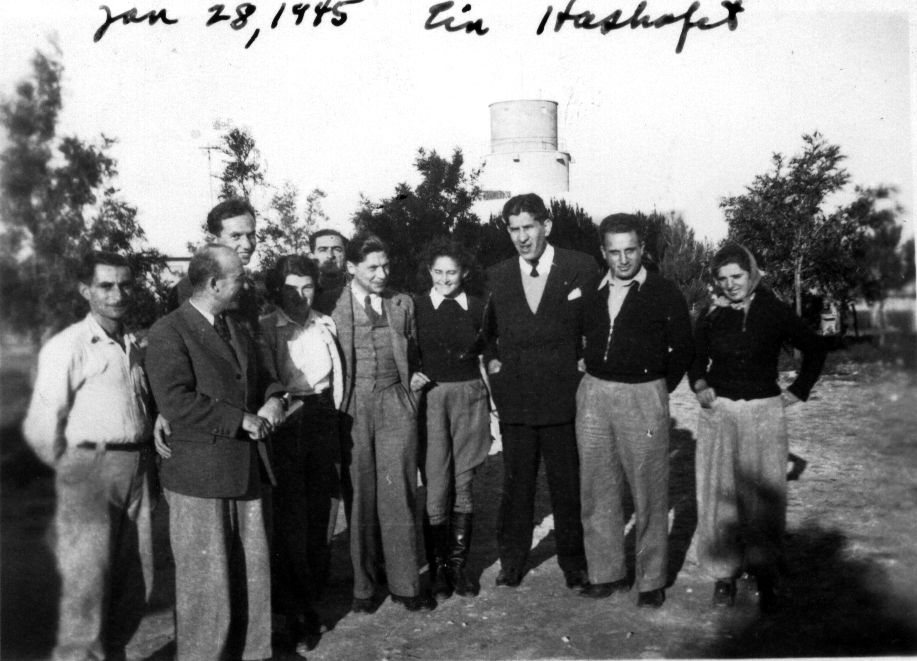
V kibucu Ejn ha-Šofet, pátý zprava

Kolem roku 1931 se nadchl pro marxismus a vstoupil do Komunistické strany Německa. Roku 1932 cestoval po Turkmenistánu a střední Asii, poté ho Kominterna vyslala do Paříže organizovat protifašistickou propagandu. Dobrodružně se zapojil do španělské občanské války, kdy se pokusil proniknout do štábu generála Franca v Seville, když se vydával za novináře News Chronicle - byl však odhalen a prchl. Znovu se však na území ovládané royalisty vrátil a znovu se vydával za novináře News Chronicle. Byl zatčen, uvězněn a odsouzen k smrti. Čekání na popravu vylíčil posléze v knize Dialogue with Death. Popraven však nebyl, byl vyměněn za zajaté frankistické piloty. Po návratu do Francie poměrně náhle změnil oblast svého zájmu a napsal populární encyklopedii sexuality, pod pseudonymem "A. Costler, A. Willy, a jiní". Záhy vystoupil z komunistické strany, znechucen stalinskými praktikami. Své zklamání z totalitarismu vylíčil právě ve své nejznámější knize Tma o polednách, částečně inspirované zážitky Koestlerovy přítelkyně – designérky Evy Zeisel – která strávila šestnáct měsíců ve stalinistickém kriminále. Rukopis knihy dal své milence, sochařce Daphne Hardyové, aby ho dopravila do bezpečí v Británii.
| „                 | Šel jsem ke komunismu, jako jde člověk k prameni svěží vody, a opustil jsem jej, tak jako člověk vybředá z otrávené řeky plné trosek mtrvých měst a utopenců. To je zhruba má historie od roku 1931 do roku 1938, od mého šestadvacátého do mého třiatřicátého roku. | “ |
| — Arthur Koestler | |   |

### Uprchlíkem

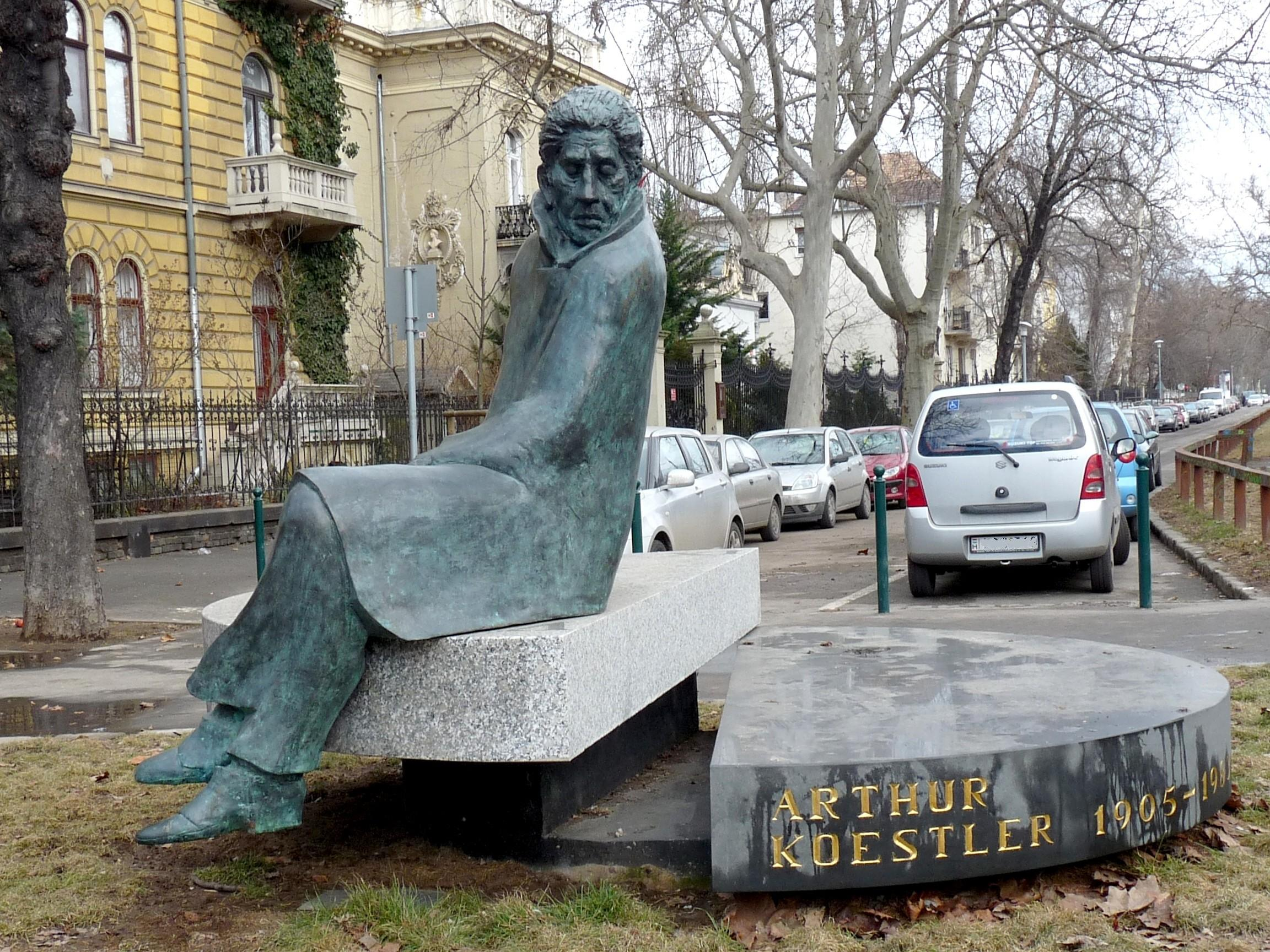
Koestlerova socha v Budapešti

Po vpádu Němců do Francie byl internován v koncentračním táboře Vernet (tuto zkušenost později vylíčil v knize Scum of the Earth), byl však záhy propuštěn díky silnému britskému diplomatickému tlaku. Vzápětí vstoupil do Francouzské cizinecké legie. Z ní záhy dezertoval a pokoušel se dostat do Británie. V Lisabonu se k němu dostala zpráva, že loď na níž plula jeho milenka Daphne i s rukopisem Tmy o polednách, se potopila, načež se pokusil o sebevraždu. Přežil a zpráva se následně ukázala být fámou. Do Británie nakonec dorazil, byl však uvězněn, neboť neměl úřední povolení vstupu do země. Když vyšla v Londýně jeho kniha Tma o polednách a stala se bestsellerem, byl stále ještě ve vězení. Po propuštění vstoupil do britské armády a sloužil u Royal Pioneer Corps. Roku 1942 byl převelen na ministerstvo informací a podílel se na britské válečné propagandě. Až roku 1943 znovu potkal Daphne, vztah se jim už ale nepodařilo obnovit. Roku 1944 byl vyslán do Palestiny, aby jednal s vůdcem sionistické organizace Irgun Menachemem Beginem a odradil ho od protibritského terorismu. Jednání byla neúspěšná.

### Poválečná léta
V Palestině pak zůstal do roku 1945 a sbíral zde inspiraci pro svůj román Thieves in the Night. Pak se sice vrátil, ale jakmile roku 1948 vypukla válka mezi Araby a Izraelem, byl znovu vyslán na Blízký východ jako válečný zpravodaj řady britských, ale i francouzských a amerických deníků. Po návratu se věnoval zejména literární práci a antikomunistickému a antisovětskému aktivismu, zejména po sovětské invazi do Maďarska v roce 1956. Angažoval se též v kampani za zrušení trestu smrti.
Roku 1976 se v knize The Thirteenth Tribe věnoval otázce židovství - přišel s originální teorií, že aškenázští a sefardští Židé nejsou geneticky spřízněni, Aškenázové jsou podle Koestlera původně turkickým národem záhadné Chazarské říše na Kavkaze, který částečně přijal judaismus.
V úplném závěru života propagoval myšlenku eutanazie a eutanazií i zemřel, v pokročilém stadiu rakoviny. Otázky nicméně vyvolalo, že spolu s ním spáchala sebevraždu i jeho pětapadesátiletá manželka, která netrpěla žádnými zdravotními problémy. V poslední vůli odkázal milion liber na univerzitní výzkum paranormálních jevů a parapsychologie. Správce poslední vůle dlouho nemohl najít univerzitu, která by dar akceptovala, nakonec tak učinila Edinburská univerzita.
Životopisec David Cesarani Koestlera obvinil z misogynie a znásilňování žen.

### České překlady
- Španělsko krvácí, Volná myšlenka, Praha 1937.
- Tma o polednách, Odeon, Praha 1992 (2. vydání, Odeon, Praha 2016)
- Noc o polednách, LEDA, Praha 2022, překlad Radovan Charvát (nové vydání)
- Zloději v noci, Jitro, Praha 2006.
- Šíp do nebe (1905–1931), přeložila Petruška Šustrová, Academia, Praha 2016, 424 stran.
- Neviditelné písmo. Druhý svazek autobiografie 1932-1940. Academia, Praha 2018. ISBN 978-80-200-2838-9
- Španělský testament. Academia, Praha 2023. ISBN 978-80-200-3342-0
- Bahno společnosti. Academia, Praha 2023. ISBN 978-80-200-3428-1.
- Příslib a naplnění. Palestina 1917-1949. Academia, Praha 2024. ISBN 978-80-200-3344-4